# Kleidersbach
Der Kleidersbach ist ein fast 1 Kilometer langer Mittelgebirgsbach im bayerischen Spessart und ein linker Zufluss des Westerbaches im unterfränkischen Landkreis Aschaffenburg.

## Geographie

### Verlauf
Der Kleidersbach entspringt nordöstlich von Oberwestern. Er fließt in südwestliche Richtung und mündet in Oberwestern in den Westerbach.

## Einzelnachweise

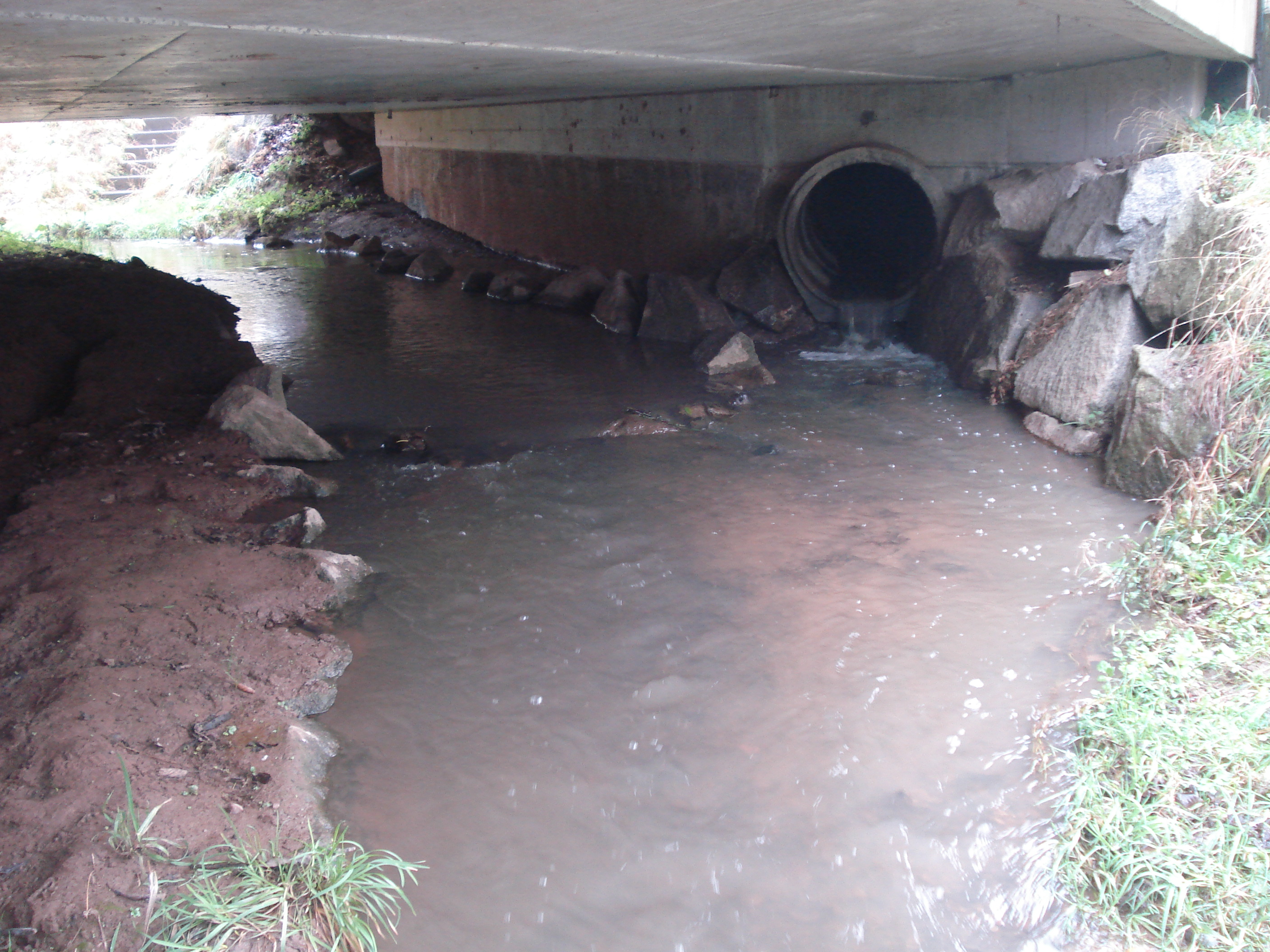
Der Kleidersbach (Rohr hinten rechts) mündet in den Westerbach

### Flusssystem Kahl
- Fließgewässer im Flusssystem Kahl